# シルバラード
『シルバラード』（Silverado）は、1985年制作のアメリカ合衆国の西部劇映画。
ローレンス・カスダン監督・製作・脚本。出演者はケヴィン・クライン、スコット・グレン、ケビン・コスナー、ダニー・グローヴァー、ブライアン・デネヒー、ロザンナ・アークエット、ジョン・クリーズ、ジェフ・ゴールドブラム、リンダ・ハント。

## あらすじ
ガンマンのエメットは姉が住む町シルバラードへ向かう途中、砂漠のど真ん中で下着一枚となった男ペイドンを拾い上げる。彼はかつて無法者だったが、仲間の裏切りに遭い身ぐるみ剥がされたという。立ち寄った町でペイドンは裏切った仲間の一人を見付け出して射殺し、そこで偶然かつての仲間だったコッブと再会し、彼から仕事話を持ちかけられる。しかし、足を洗うつもりでいたペイドンは断り、エメットと一緒にシルバラードへ行くことにする。
二人は別の町で理不尽な理由で逮捕されそうになった黒人ガンマンのマルを助け出すが、町の保安官ラングストンから、エメットの弟ジェイクが女絡みのトラブルで縛り首になることを知らされる。エメットはジェイクを助け出そうとするが、ペイドンが裏切った仲間を見付け射殺したため、逮捕されてしまう。ジェイクとペイドンは脱獄してエメットと合流し、途中でラングストンの追手に見付かるが、マルに助けられ難を逃れる。3人はマルを仲間に引き入れてシルバラードに向かう。
4人はシルバラードに向かう開拓民の一団と遭遇し、彼らの全財産を奪った強盗団から金の入った金庫を取り戻す。その後、ペイドンは強盗に夫を殺されたハンナと共に入植地に同行し、マルは家族がいる開拓地に向かい、エメットとジェイクは姉夫婦の家に向かう。しかし、シルバラードでは土地の独占を企む牧場主マッケンドリックが傍若無人に振舞っており、マルの開拓地は焼き討ちに遭い、彼の父エズラもマッケンドリックの手下に殺されてしまう。ハンナと別れて町に入ったペイドンは酒場の女主人ステラと意気投合するが、その酒場はコッブの所有物であった。彼はマッケンドリックの手下として保安官を務めており、ペイドンはケリーの代わりにコッブに雇われて酒場の用心棒となる。
エメットはジェイクと共にカリフォルニア州に移住することを決め、ハンナに別れを告げに行くが、そこにマッケンドリックの手下たちが現れ入植地を襲撃する。エメットはジェイクと共にマッケンドリックの手下を撃退し、マッケンドリックとの対決を決意するが、油断したところを捕まってしまい殺されそうになる。駆け付けたマルに助け出されたエメットは彼の家に匿われ、彼の代わりにジェイクに危険を知らせに行ったマルは、ギャンブラーのスリックに騙されコッブに捕まり投獄されてしまう。
マッケンドリックの手下たちはエメットの姉夫婦の家を襲撃し、放火した後にジェイクと甥を連れ去っていく。マッケンドリックのやり方に憤ったペイドンは彼の元を去ろうとするが、コッブはステラの身の安全を盾に肩入れしないように脅迫する。しかし、ステラに励まされたペイドンはエメットの元に向かい、同じ頃にマルも妹レイに助け出され、エメットと合流する。三人はマッケンドリックの牧場を襲撃してジェイクと甥を助け出し、決着を付けるため町に向かう。マッケンドリックは町で待ち構えており銃撃戦となる。
マッケンドリックはエメットに手傷を負わせるが、追跡中にエメットの馬に蹴り殺され、コッブはペイドンとの一騎打ちで倒される。マルはレイと共に町を離れ、ペイドンは新しい保安官に任命される。エメットとジェイクは二人と姉家族と別れを交わし、カリフォルニア州に向けて旅立つ。

## キャスト
| 役名               | 俳優                                      | 日本語吹替   | 日本語吹替 |
| 役名               | 俳優                                      | フジテレビ版 | Netflix版  |
| ------------------ | ----------------------------------------- | ------------ | ---------- |
| ペイドン           | ケヴィン・クライン                        | 菅生隆之     | 加瀬康之   |
| エメット           | スコット・グレン                          | 大塚明夫     | 宮内敦士   |
| ジェイク           | ケビン・コスナー                          | 家中宏       | 渡部俊樹   |
| マル               | ダニー・グローヴァー                      | 麦人         | 関口雄吾   |
| コッブ             | ブライアン・デネヒー                      | 大宮悌二     | 木村雅史   |
| ハンナ             | ロザンナ・アークエット                    | 安達忍       | 米本早希   |
| ラングストン保安官 | ジョン・クリーズ                          | 千田光男     |            |
| スリック           | ジェフ・ゴールドブラム                    | 大滝進矢     | 大須賀隼人 |
| ステラ             | リンダ・ハント                            | 京田尚子     | 伊沢磨紀   |
| エズラ             | ジョー・セネカ                            | 筈見純       | 橋本信明   |
| マッケンドリック   | レイ・ベイカー                            | 有本欽隆     | 山本善寿   |
| オージー           | トーマス・ウィルソン・ブラウン            | 佐野大輔     |            |
| タイリー           | ジェフ・フェイヒー                        | 曽我部和恭   | 中尾智     |
| レイ               | リン・ウィットフィールド                  | 深見梨加     |            |
| フィービー         | アマンダ・ワイス                          | 伊藤美紀     | 清水理沙   |
| ケリー             | リチャード・ジェンキンス                  | 伊井篤史     |            |
| ドーソン           | ジェームズ・ギャモン                      | 中庸助       | 石原辰巳   |
| スクラフィー       | ペペ・セルナ                              |              |            |
| ホバート           | ブライオン・ジェームズ （クレジットなし） | 徳丸完       | 内田紳一郎 |

- フジテレビ版 - 初回放送1991年6月8日『ゴールデン洋画劇場』 ※正味95分
- Netflix版 - 演出：小山悟、翻訳：大野万紀、録音・調整：松中享子、製作：東北新社、制作協力：福原正充
  - その他声の出演：青木崇、佐瀬弘幸、山橋正臣、塙英子、松浦裕美子、佐藤里緒

## 日本語字幕
戸田奈津子